# Eupithecia apacheata
Eupithecia apacheata là một loài bướm đêm trong họ Geometridae.